# Сусо
Хесус Хоакин Фернандес Саенс де ла Торе (на испански: Jesús Joaquín Fernández Sáenz de la Torre), познат само като Сусо, е испански футболист, полузащитник, който играе за „Кадис“.

## Кариера

### Ранни години
Сусо от 12 годишен започва да тренира в „Кадис“. Той привлича вниманието с играта си на 15-годишна възраст, когато в един от мачовете от предсезонната подготовка през 2009 г. става играч на мача. През лятото на 2010 г. Сусо подписва договор с академията на „Ливърпул“. Преди това той отказва на „Барселона“ и „Реал Мадрид“.

### Милан
В „Милан“ през първия си сезон футболистът изиграва 20 мача, в които отбелязва 5 пъти и дава 6 асистенции.
На 4 януари 2016 г. той е пратен под наем до края на сезона в „Дженоа“. Първия си гол за „Дженоа“ отбелязва на 17 януари в мач срещу „Палермо“.
На 3 април 2016 г. той отбелязва първия хеттрик в кариерата си, което е в мач срещу „Фрозиноне“.
На 25 септември 2017 г. удължава договора си до 2022 г.

## Отличия

### Отборни
Милан
- Суперкопа Италиана: 2016

Севиля
- Лига Европа: 2019/20, 2022/23